# Bugatti Chiron
Bugatti Chiron là siêu xe thể thao kế nhiệm Bugatti Veyron được thiết kế và phát triển bởi tập đoàn Volkswagen.

## Tên
Mẫu xe này được đặt tên nhằm mục đích tưởng niệm tay đua huyền thoại người Monaco, Louis Chiron. Louis Chiron là tay đua chính của đội Bugatti thập niên 20 và 30 của thế kỷ 20.

## Thông số kỹ thuật

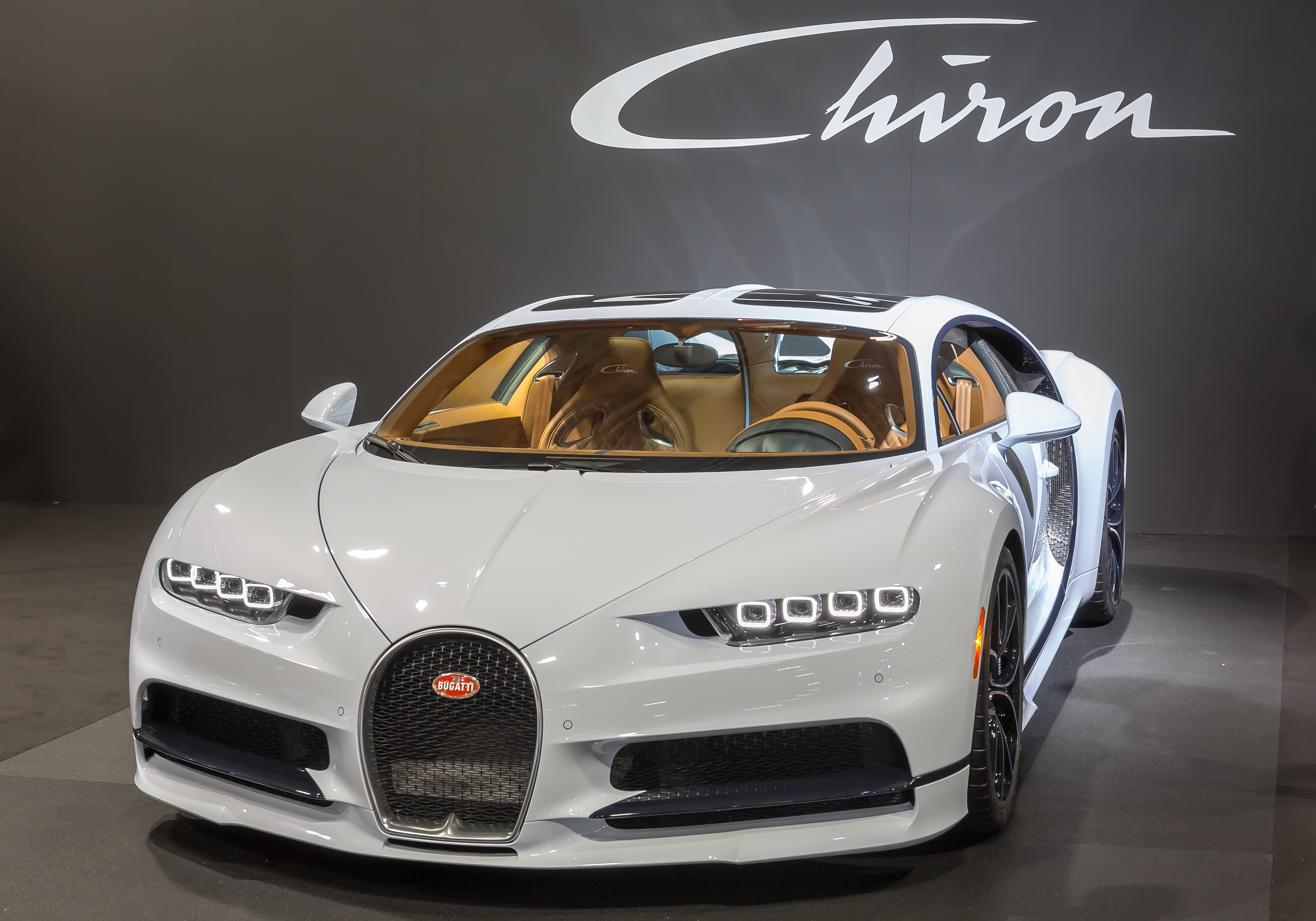
Bugatti Chiron tại Triển lãm Paris Motor Show 2018

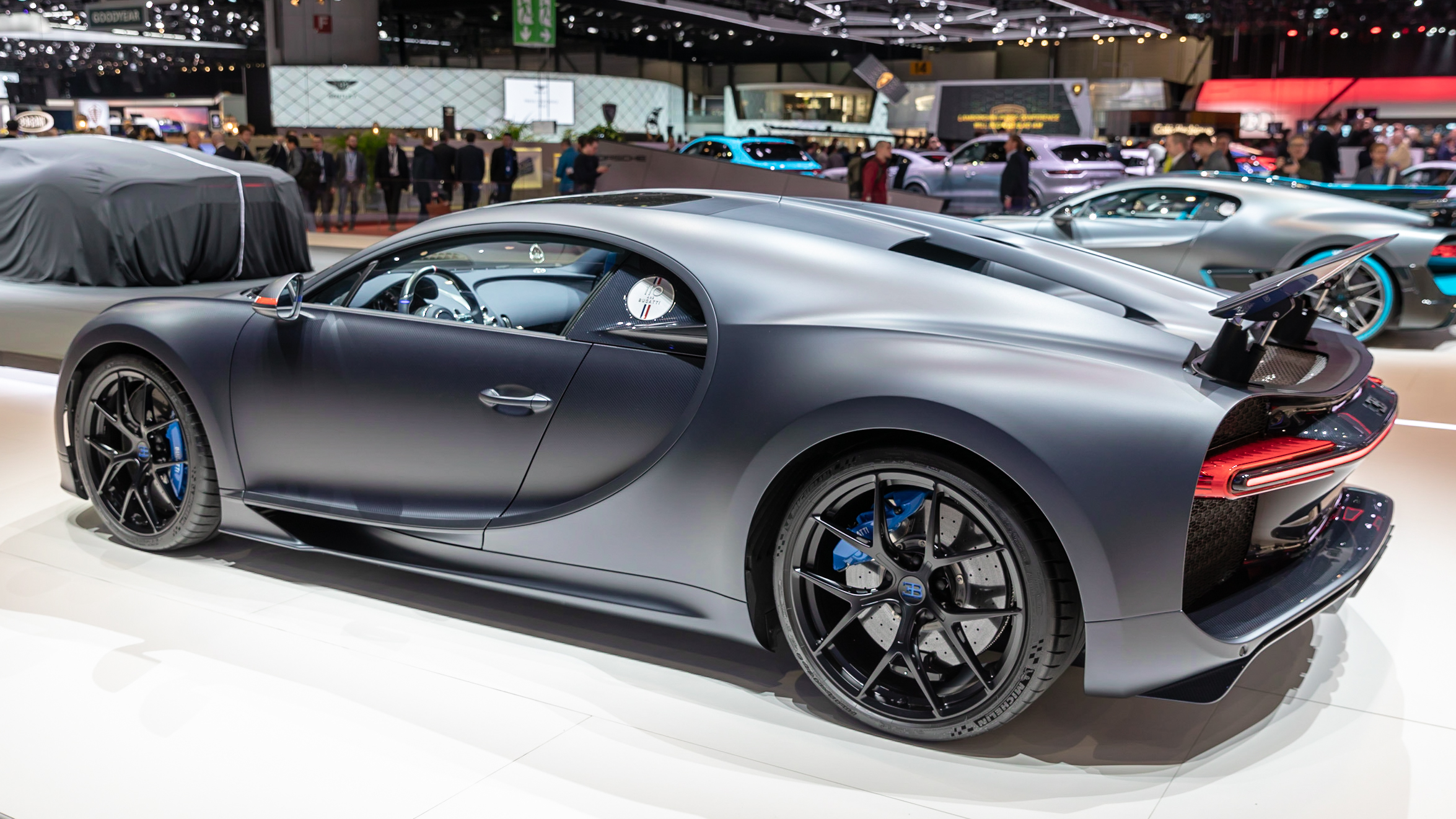
Bugatti Chiron Sport 110 Ans tại Triển lãm mô tô Geneva 2019.

Chiếc xe này được trang bị động cơ W16 8.0L với công suất lên đến 1500 mã lực, mạnh hơn 25% so với động cơ của Bugatti Veyron, cùng hệ thống dẫn động bốn bánh. Bugatti Chiron có thể tăng tốc từ 0–100 km/h trong 2.3 giây và đạt tốc độ tối đa là 460 km/h, tốc độ chạy thử là 420 km/h. Xe có 5 chế độ chạy là Lift, Auto, Autobahn, Handling và Top Speed. Trong khi Lift là chế độ chạy tốc độ thấp thì 3 chế độ tiếp theo giới hạn ở 380 km/h. Để có thể chạy ở Top Speed, tài xế cần dừng xe để sử dụng chìa khóa đặc biệt Speed Key. Hệ số cản gió của Chiron là 0,38 ở Auto, 0,40 ở Handling và chỉ 0,35 ở Top Speed, nhưng khi áp dụng phanh không khí thì tăng lên 0,59 để xe dừng nhanh.
Martin Winterkorn, CEO tập đoàn Volkswagen, nói với truyền thông Đức rằng: "Lần đầu tiên, bên cạnh các phiên bản động cơ xăng, chiếc xe này sẽ cung cấp một phiên bản hybrid hiệu suất cao".

## Giá cả
Bugatti Chiron ra mắt công chúng tại Geneva Motor Show 2016 vào tháng 3 trước khi được tung ra thị trường với giá bán khởi điểm khoảng 2,6 triệu USD, cho đến hiện nay, giá bán của Bugatti Chiron là 2.998 triệu USD. Trong khi mẫu xe tiền nhiệm Bugatti Veyron "chỉ có" mức giá khởi điểm 2 triệu USD. Theo dự tính sẽ chỉ chế tạo 500 chiếc, trong đó, 120 chiếc đã được đặt trước. Khách hàng muốn giữ xe thì phải trả trước 200 ngàn Euro, khi đặt hàng phải thanh toán thêm 900.000 Euro, và phần còn lại được thanh toán khi lấy xe. Mỗi năm sẽ sản xuất khoảng 50 chiếc, mỗi chiếc mất khoảng 2 tháng để sản xuất.

## Bugatti La Voiture Noire

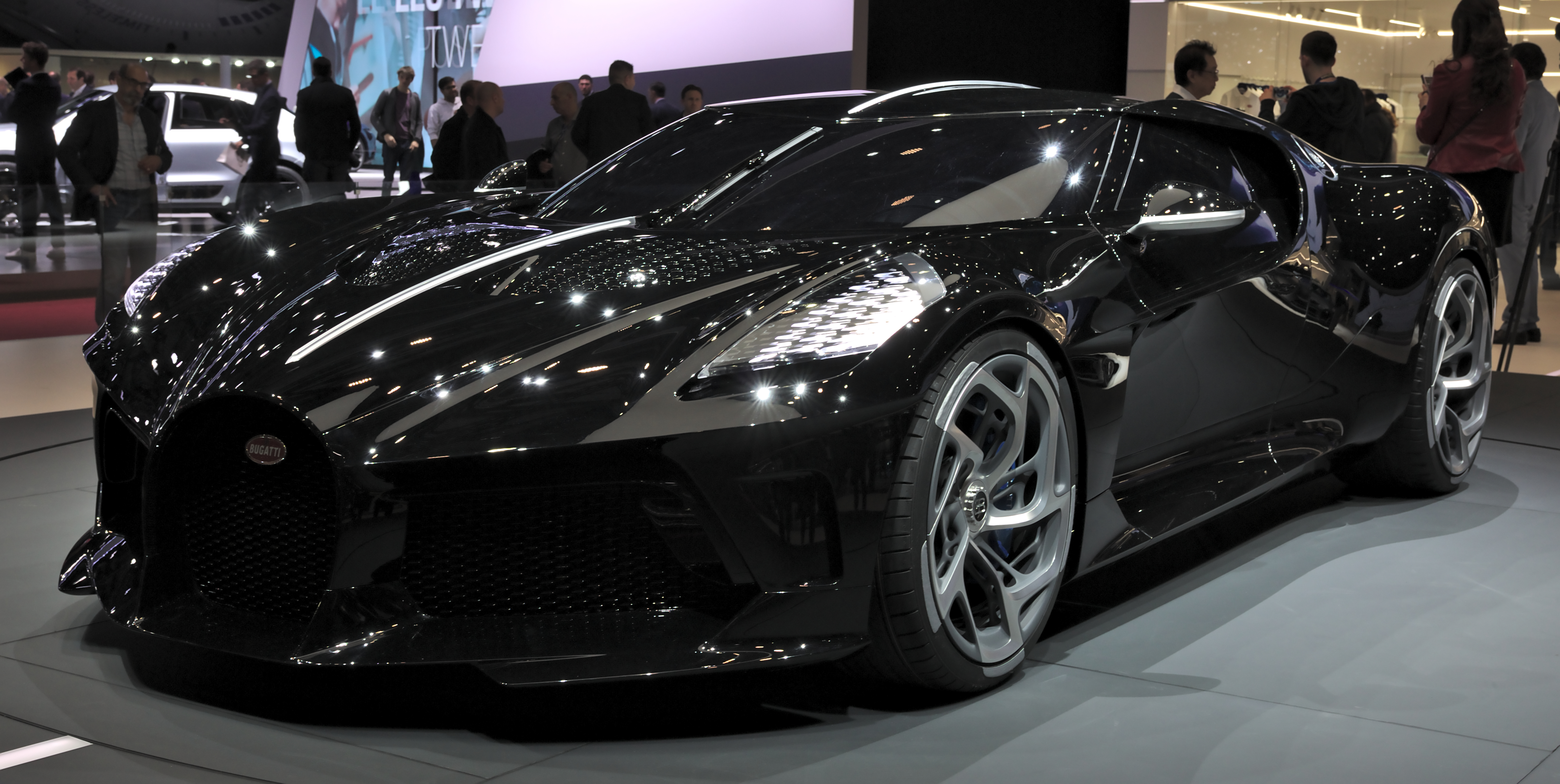
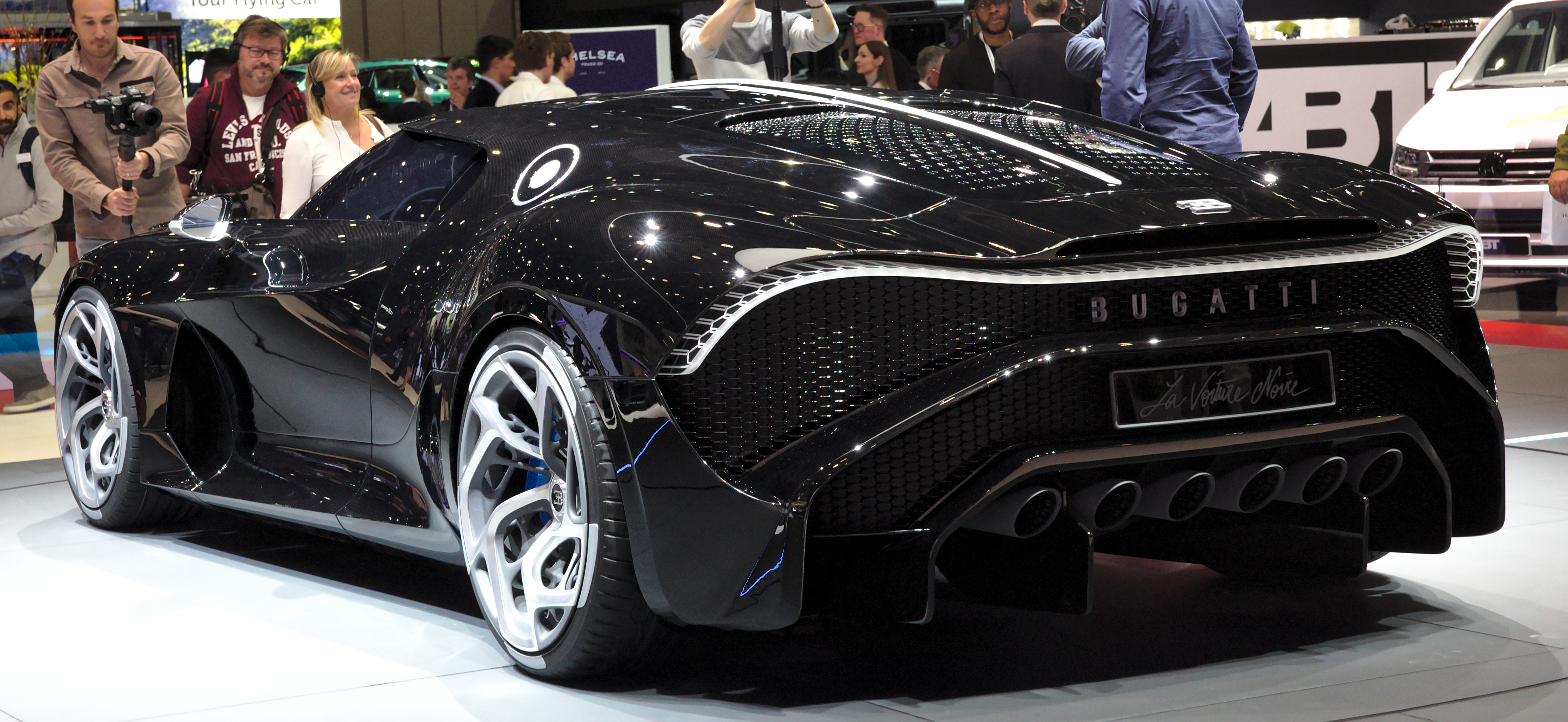
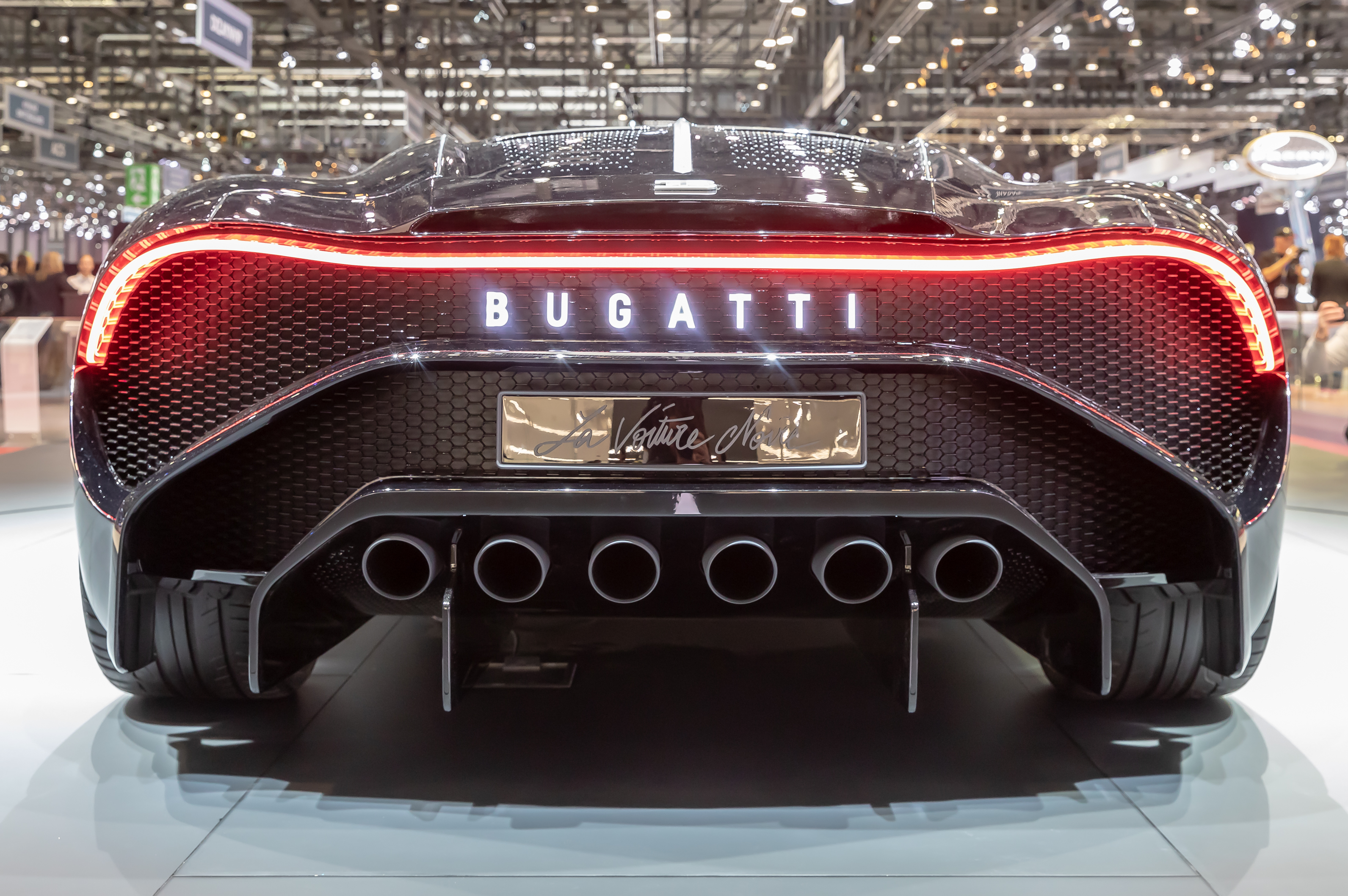
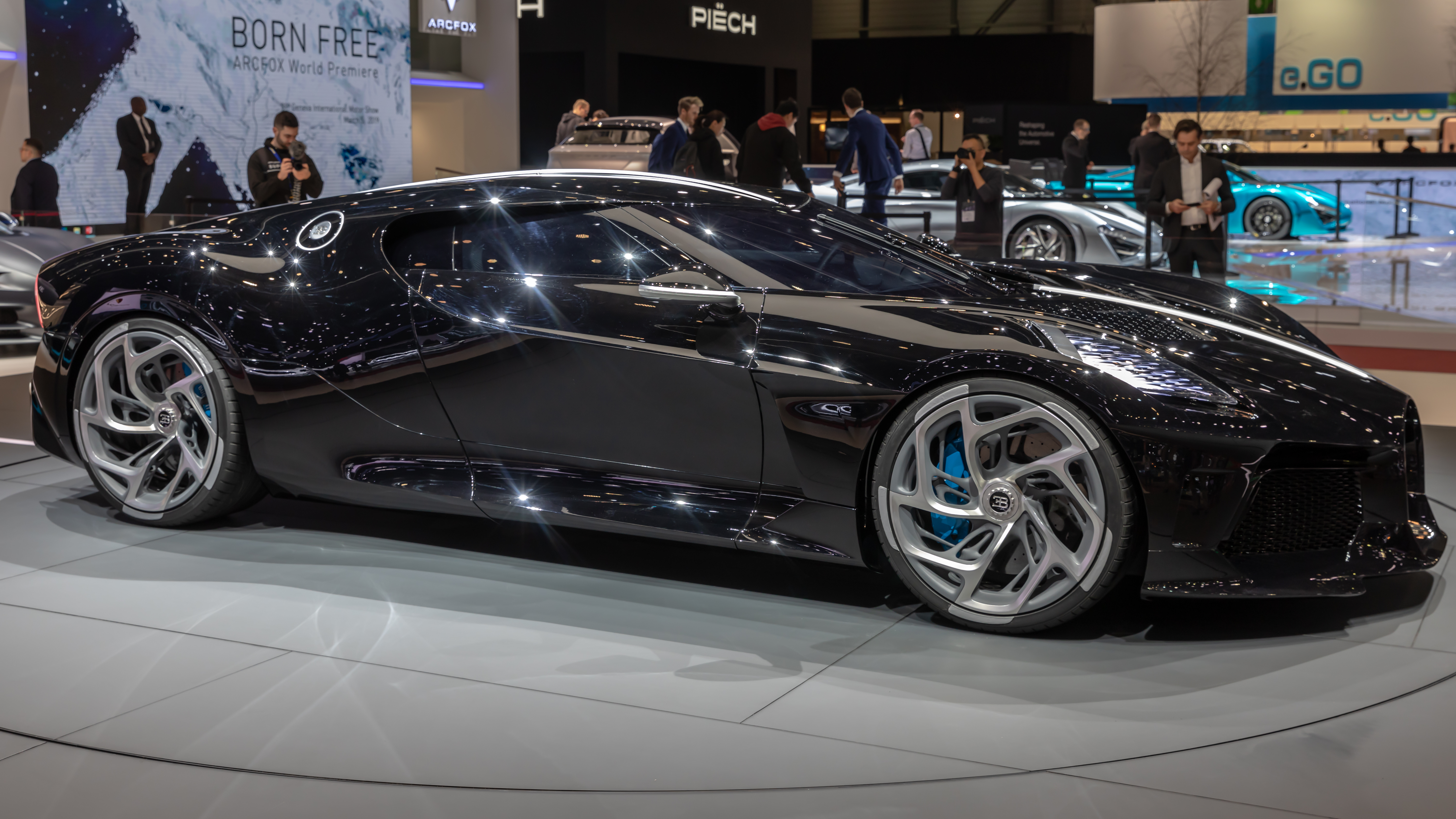